# Lijst van personen overleden in 1951
Dit is een lijst van personen die zijn overleden in 1951.

## Januari

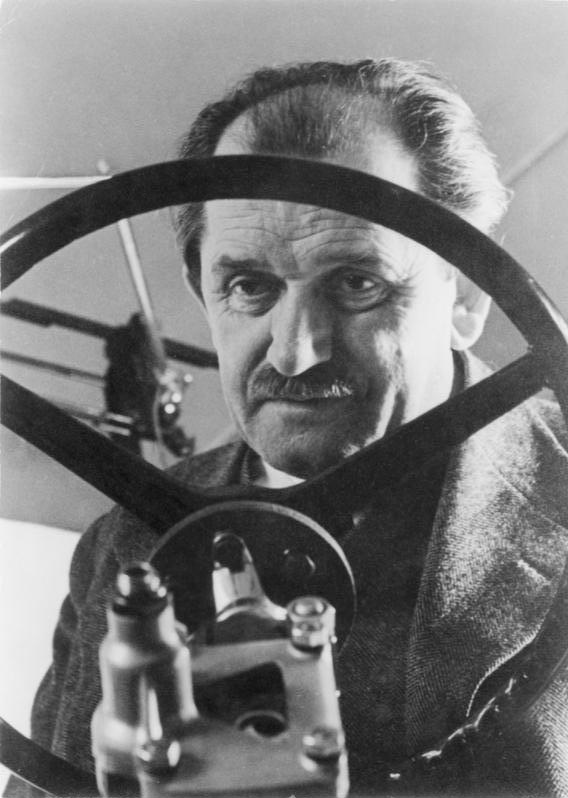
Ferdinand Porsche
30 januari

| 1 | 2 | 3 | 4 | 5 | 6 | 7 | 8 | 9 | 10 | 11 | 12 | 13 | 14 | 15 | 16 | 17 | 18 | 19 | 20 | 21 | 22 | 23 | 24 | 25 | 26 | 27 | 28 | 29 | 30 | 31 |
| - | - | - | - | - | - | - | - | - | -- | -- | -- | -- | -- | -- | -- | -- | -- | -- | -- | -- | -- | -- | -- | -- | -- | -- | -- | -- | -- | -- |

### 2 januari
- Alphons Boosten (57), Nederlands architect

### 7 januari
- Nelly Bodenheim (76), Nederlands kunstenares

### 10 januari
- Sinclair Lewis (65), Amerikaans schrijver

### 11 januari
- Johannes Boelstra (64), Nederlands politiefunctionaris

### 15 januari
- Fritz Balogh (30), Duits voetballer

### 16 januari
- Cees van Hasselt (78), Nederlands voetballer en voetbaltrainer

### 22 januari
- Charles Nessler (78), Duits-Amerikaanse uitvinder en kapper

### 25 januari
- Albert Hemelman (68), Nederlands kunstenaar
- Sergej Vavilov (59), Russisch natuurkundige

### 27 januari
- Andrew Gibb Maitland (86), Brits-Australisch geoloog
- Carl Gustaf Mannerheim (83), president van Finland

### 30 januari
- Ferdinand Porsche (75), Oostenrijks auto-ontwerper

## Februari

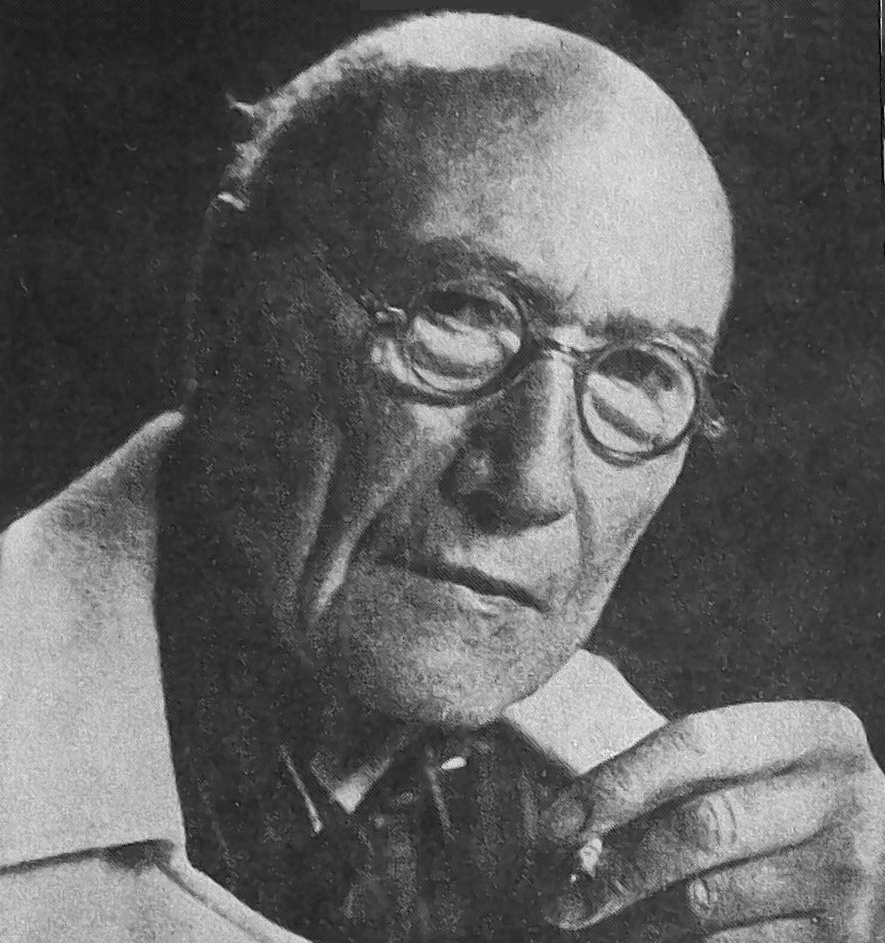
André Gide
19 februari

| 1 | 2 | 3 | 4 | 5 | 6 | 7 | 8 | 9 | 10 | 11 | 12 | 13 | 14 | 15 | 16 | 17 | 18 | 19 | 20 | 21 | 22 | 23 | 24 | 25 | 26 | 27 | 28 |
| - | - | - | - | - | - | - | - | - | -- | -- | -- | -- | -- | -- | -- | -- | -- | -- | -- | -- | -- | -- | -- | -- | -- | -- | -- |

### 12 februari
- Marinus den Ouden (41), Nederlands militair

### 19 februari
- André Gide (81), Frans schrijver

## Maart

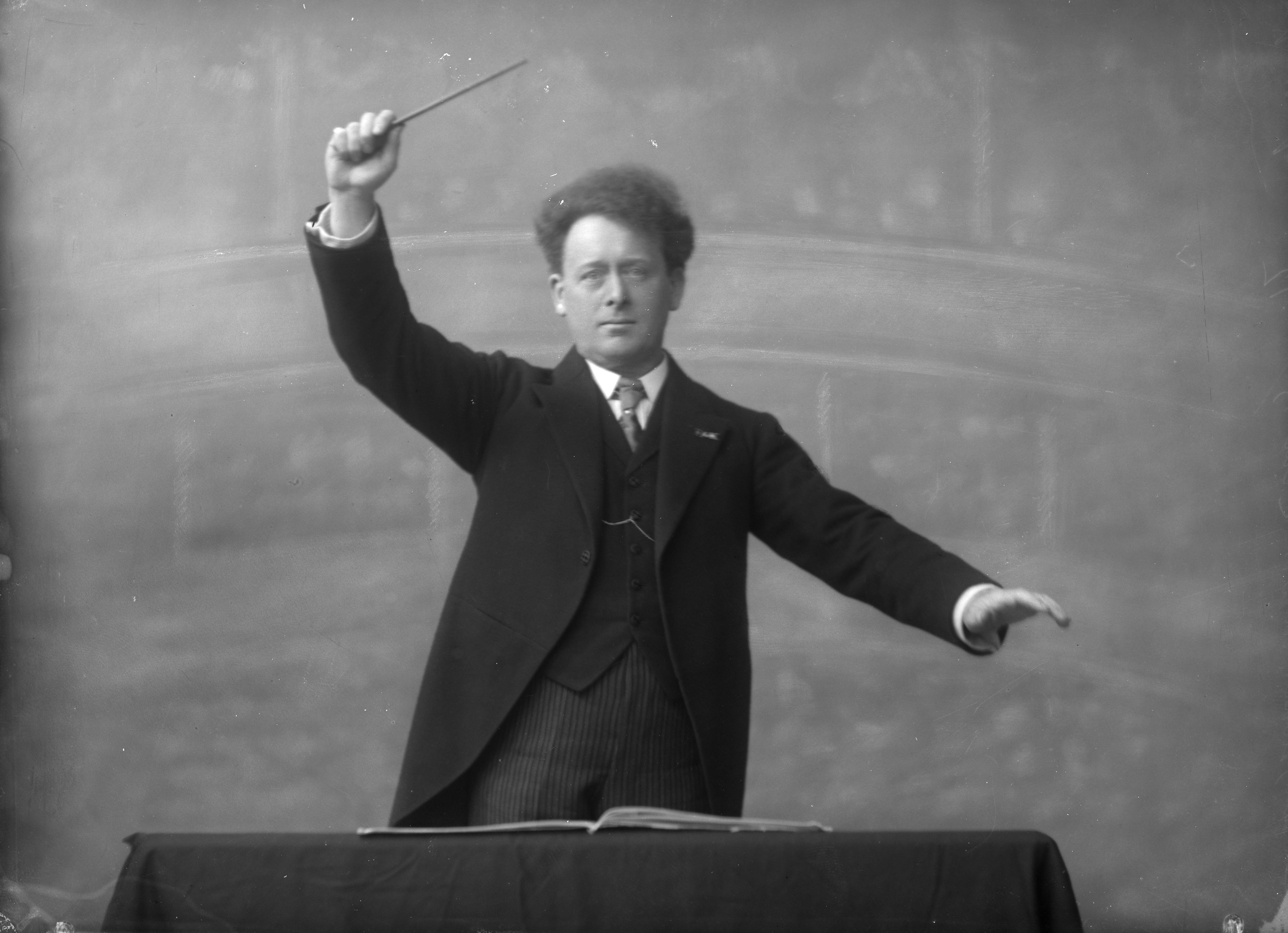
Willem Mengelberg
22 maart

| 1 | 2 | 3 | 4 | 5 | 6 | 7 | 8 | 9 | 10 | 11 | 12 | 13 | 14 | 15 | 16 | 17 | 18 | 19 | 20 | 21 | 22 | 23 | 24 | 25 | 26 | 27 | 28 | 29 | 30 | 31 |
| - | - | - | - | - | - | - | - | - | -- | -- | -- | -- | -- | -- | -- | -- | -- | -- | -- | -- | -- | -- | -- | -- | -- | -- | -- | -- | -- | -- |

### 7 maart
- Ali Razmara (49), Iraans politicus

### 11 maart
- Philip Van Isacker (66), Belgisch politicus

### 18 maart
- Harold Bauer (77), Brits musicus
- Christabel Cockerell (86), Brits kunstschilder

### 19 maart
- Jacob Christiaan Koningsberger (84), Nederlands politicus

### 22 maart
- Willem Mengelberg (79), Nederlands dirigent

## April

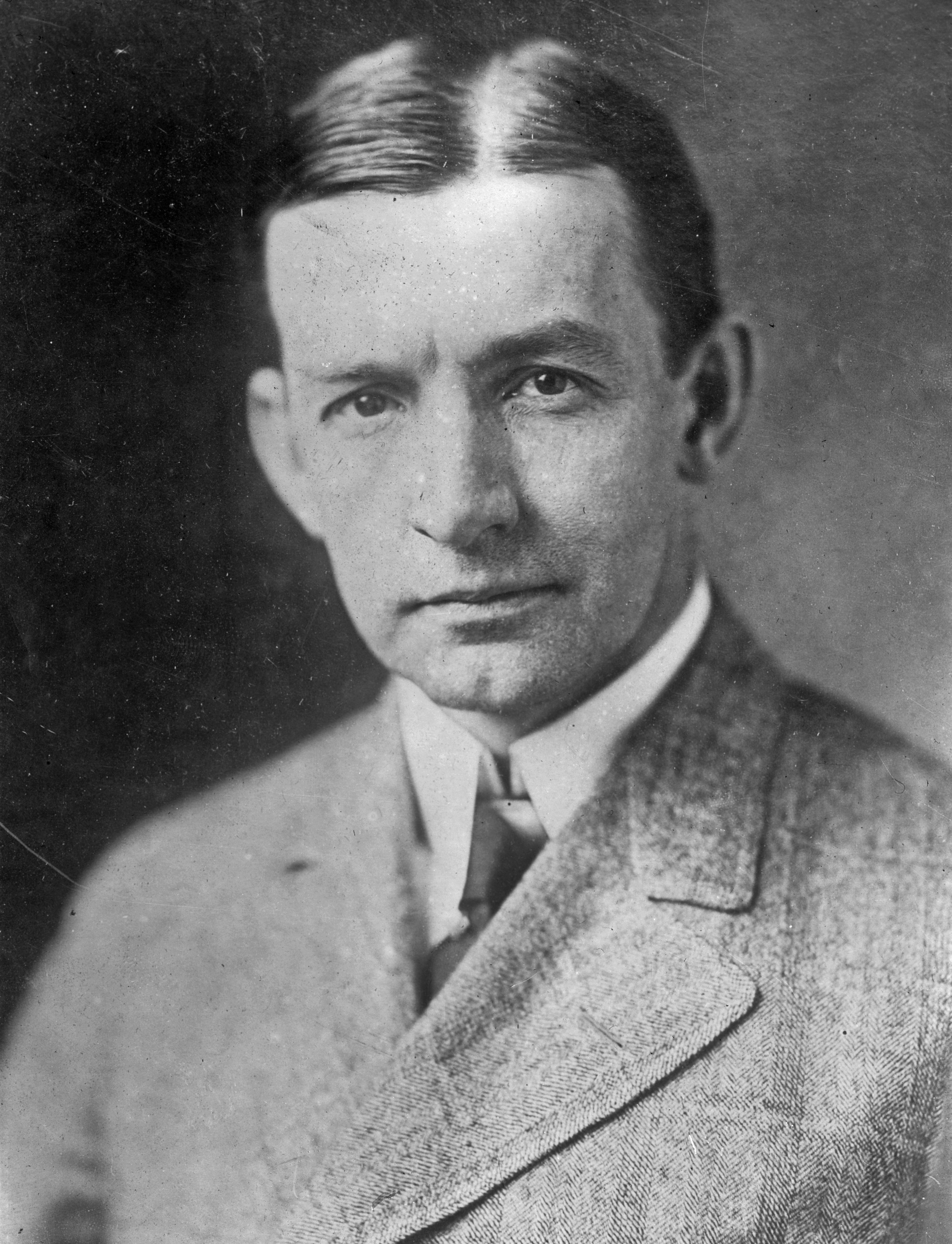
Charles Dawes
23 april

| 1 | 2 | 3 | 4 | 5 | 6 | 7 | 8 | 9 | 10 | 11 | 12 | 13 | 14 | 15 | 16 | 17 | 18 | 19 | 20 | 21 | 22 | 23 | 24 | 25 | 26 | 27 | 28 | 29 | 30 |
| - | - | - | - | - | - | - | - | - | -- | -- | -- | -- | -- | -- | -- | -- | -- | -- | -- | -- | -- | -- | -- | -- | -- | -- | -- | -- | -- |

### 1 april
- Johannes Kielstra (72), Nederlands politicus en diplomaat

### 18 april
- Daisy Bates (91), Ierse journaliste, antropologe en welzijnswerkster bij de Australische Aborigines
- António Óscar Carmona (81), president van Portugal

### 20 april
- Ivanoe Bonomi (77), Italiaans politicus

### 23 april
- Charles Dawes (85), Amerikaans politicus

### 26 april
- Arnold Sommerfeld (82), Duits natuurkundige

### 29 april
- Jules Verstraete (67), Nederlands acteur
- Ludwig Wittgenstein (62), Oostenrijks-Brits filosoof

## Mei

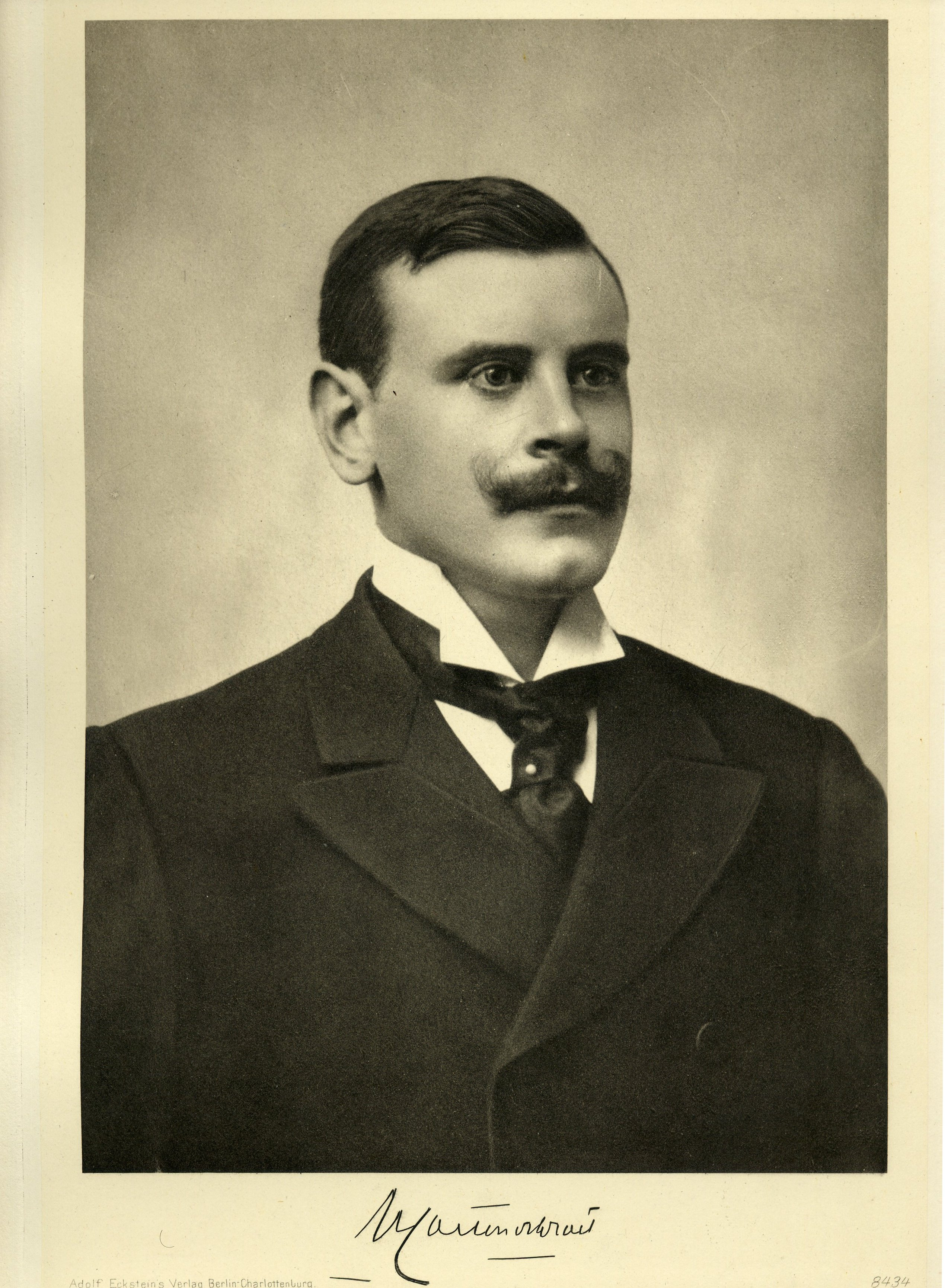
Henri Carton de Wiart
6 mei

| 1 | 2 | 3 | 4 | 5 | 6 | 7 | 8 | 9 | 10 | 11 | 12 | 13 | 14 | 15 | 16 | 17 | 18 | 19 | 20 | 21 | 22 | 23 | 24 | 25 | 26 | 27 | 28 | 29 | 30 | 31 |
| - | - | - | - | - | - | - | - | - | -- | -- | -- | -- | -- | -- | -- | -- | -- | -- | -- | -- | -- | -- | -- | -- | -- | -- | -- | -- | -- | -- |

### 6 mei
- Henri Carton de Wiart (81), Belgisch politicus

### 13 mei
- Marianne Philips (65), Nederlands schrijfster

## Juni
| 1 | 2 | 3 | 4 | 5 | 6 | 7 | 8 | 9 | 10 | 11 | 12 | 13 | 14 | 15 | 16 | 17 | 18 | 19 | 20 | 21 | 22 | 23 | 24 | 25 | 26 | 27 | 28 | 29 | 30 |
| - | - | - | - | - | - | - | - | - | -- | -- | -- | -- | -- | -- | -- | -- | -- | -- | -- | -- | -- | -- | -- | -- | -- | -- | -- | -- | -- |

### 1 juni
- Jose Alejandrino (80), Filipijns militair en politicus

### 3 juni
- Louis de Brouckère (81), Belgisch politicus

### 4 juni
- Jacques van Hellenberg Hubar (54) Nederlands burgemeester

### 6 juni
- Tomas Confesor (60), Filipijns politicus

### 10 juni
- Max de Jong (33), Nederlands dichter

### 30 juni
- Francisco Benitez (64), Filipijns onderwijsbestuurder

## Juli

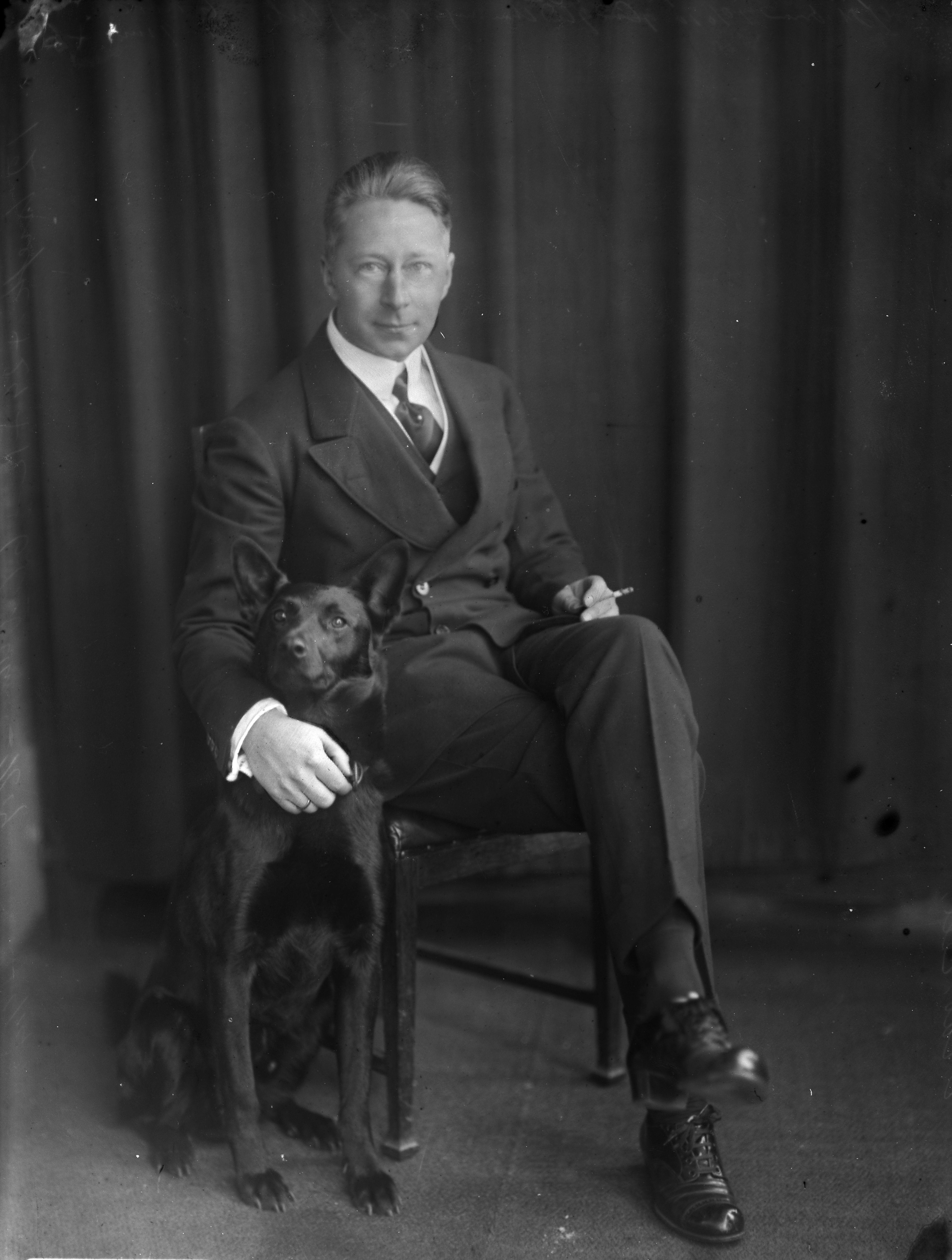
Wilhelm van Pruisen
20 juli

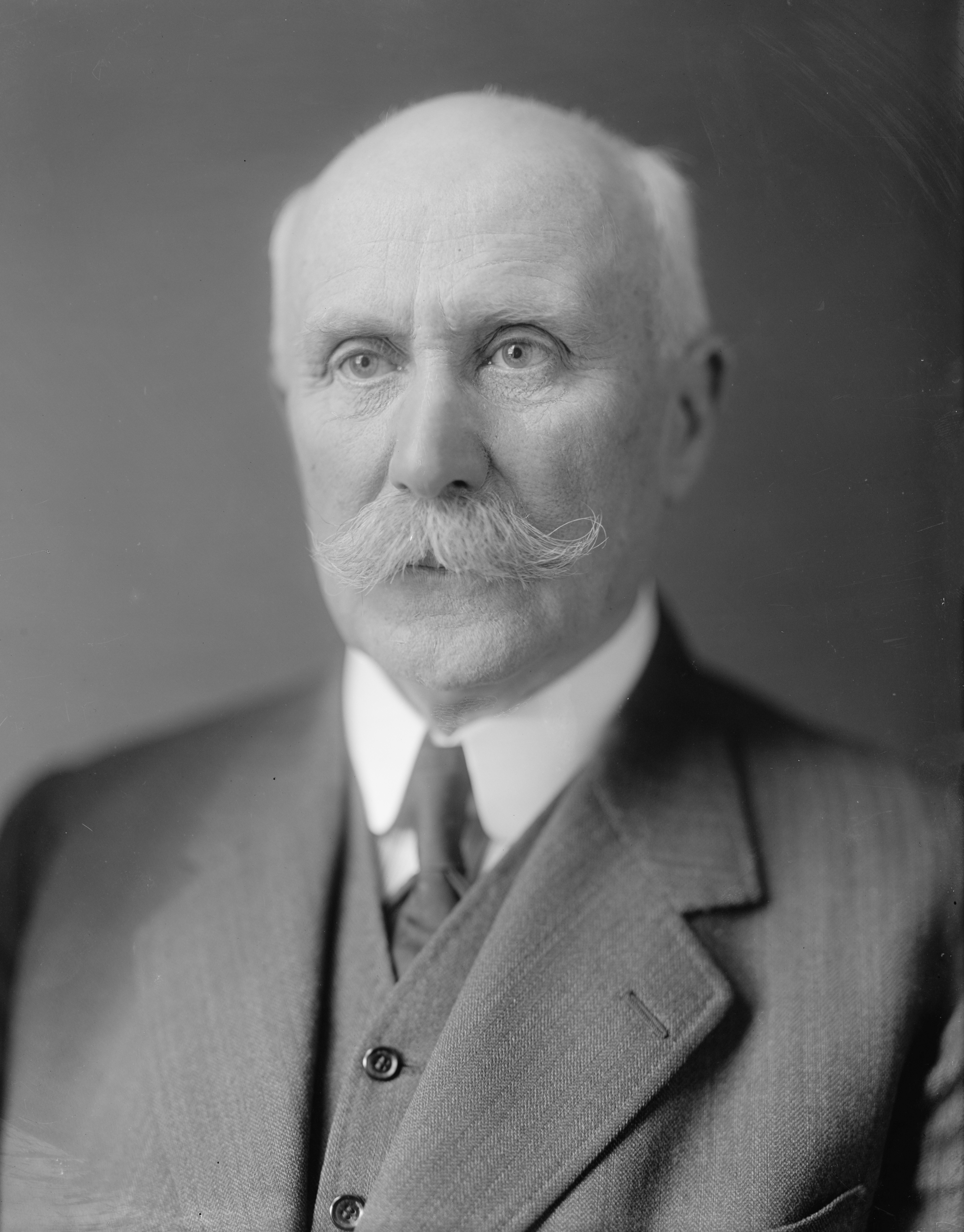
Philippe Pétain
23 juli

| 1 | 2 | 3 | 4 | 5 | 6 | 7 | 8 | 9 | 10 | 11 | 12 | 13 | 14 | 15 | 16 | 17 | 18 | 19 | 20 | 21 | 22 | 23 | 24 | 25 | 26 | 27 | 28 | 29 | 30 | 31 |
| - | - | - | - | - | - | - | - | - | -- | -- | -- | -- | -- | -- | -- | -- | -- | -- | -- | -- | -- | -- | -- | -- | -- | -- | -- | -- | -- | -- |

### 13 juli
- Arnold Schönberg (76), Oostenrijks-Amerikaans componist

### 14 juli
- Jean Achard (32), Frans autocoureur

### 18 juli
- Lodovico di Caporiacco (51), Italiaans arachnoloog

### 20 juli
- Abdoellah I (69), koning van Jordanië
- Wilhelm van Pruisen (69), lid Duitse adel

### 23 juli
- Philippe Pétain (95), Frans militair en politicus

### 26 juli
- James Mitchell (85), 13e premier en 20e gouverneur van West-Australië

### 29 juli
- Ali Sami Yen (64), Turks voetbalcoach en voetbalbestuurder

## Augustus

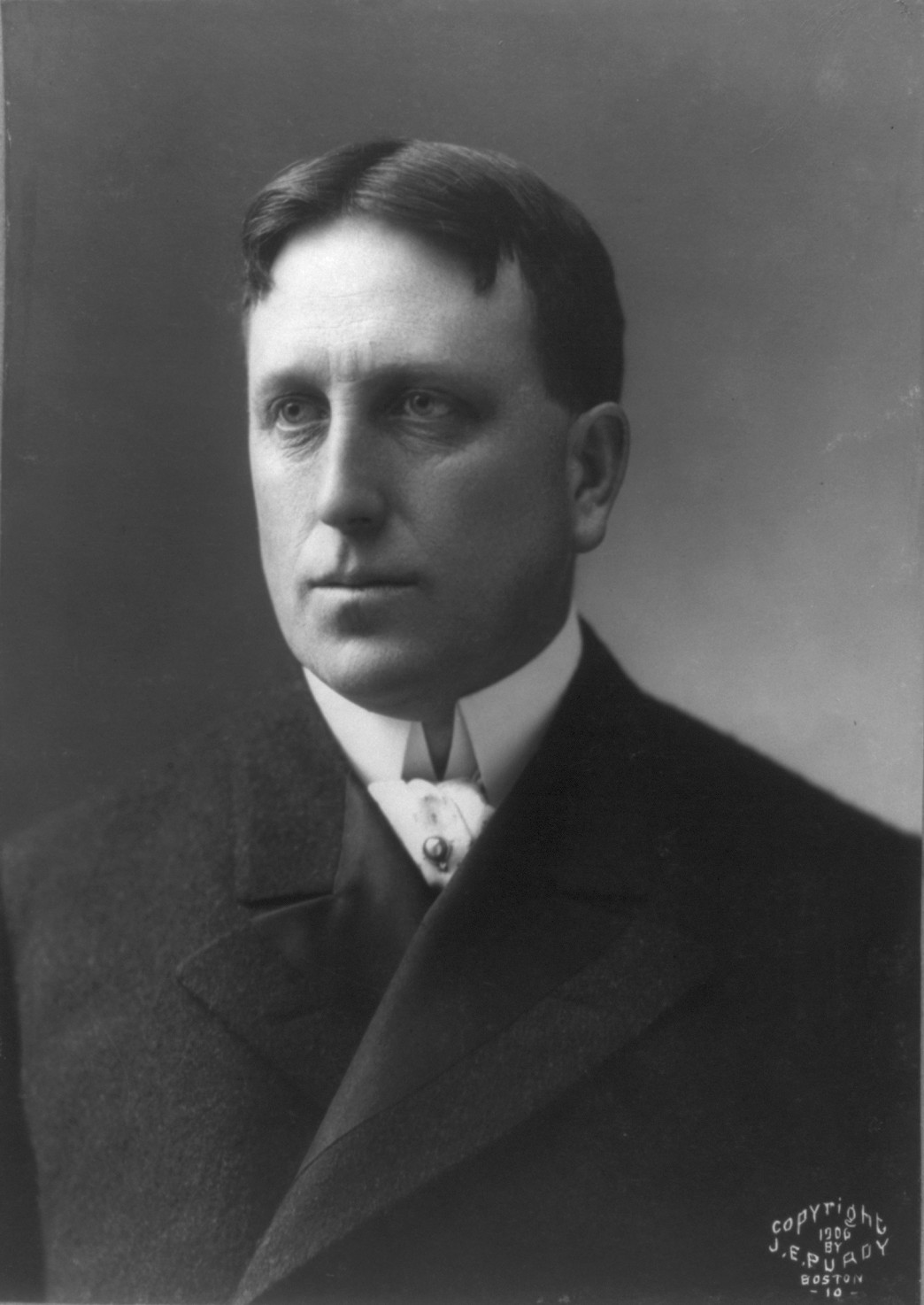
William Randolph Hearst
14 augustus

| 1 | 2 | 3 | 4 | 5 | 6 | 7 | 8 | 9 | 10 | 11 | 12 | 13 | 14 | 15 | 16 | 17 | 18 | 19 | 20 | 21 | 22 | 23 | 24 | 25 | 26 | 27 | 28 | 29 | 30 | 31 |
| - | - | - | - | - | - | - | - | - | -- | -- | -- | -- | -- | -- | -- | -- | -- | -- | -- | -- | -- | -- | -- | -- | -- | -- | -- | -- | -- | -- |

### 14 augustus
- William Randolph Hearst (88), Amerikaans uitgever, journalist en politicus

### 16 augustus
- Louis Jouvet (63), Frans acteur

### 22 augustus
- Harry Blackstaffe (83), Brits roeier

### 24 augustus
- Georges Achille-Fould (83), Frans kunstschilder

### 29 augustus
- Frans Bolsius (82), Nederlands politicus
- Jacob Kraus (89), Nederlands politicus

## September
| 1 | 2 | 3 | 4 | 5 | 6 | 7 | 8 | 9 | 10 | 11 | 12 | 13 | 14 | 15 | 16 | 17 | 18 | 19 | 20 | 21 | 22 | 23 | 24 | 25 | 26 | 27 | 28 | 29 | 30 |
| - | - | - | - | - | - | - | - | - | -- | -- | -- | -- | -- | -- | -- | -- | -- | -- | -- | -- | -- | -- | -- | -- | -- | -- | -- | -- | -- |

### 1 september
- Louis Lavelle (68), Frans filosoof

### 7 september
- Charles Henry Purcell (68), Amerikaans ingenieur

### 19 september
- Robert Everaert (28), Belgisch atleet

## Oktober

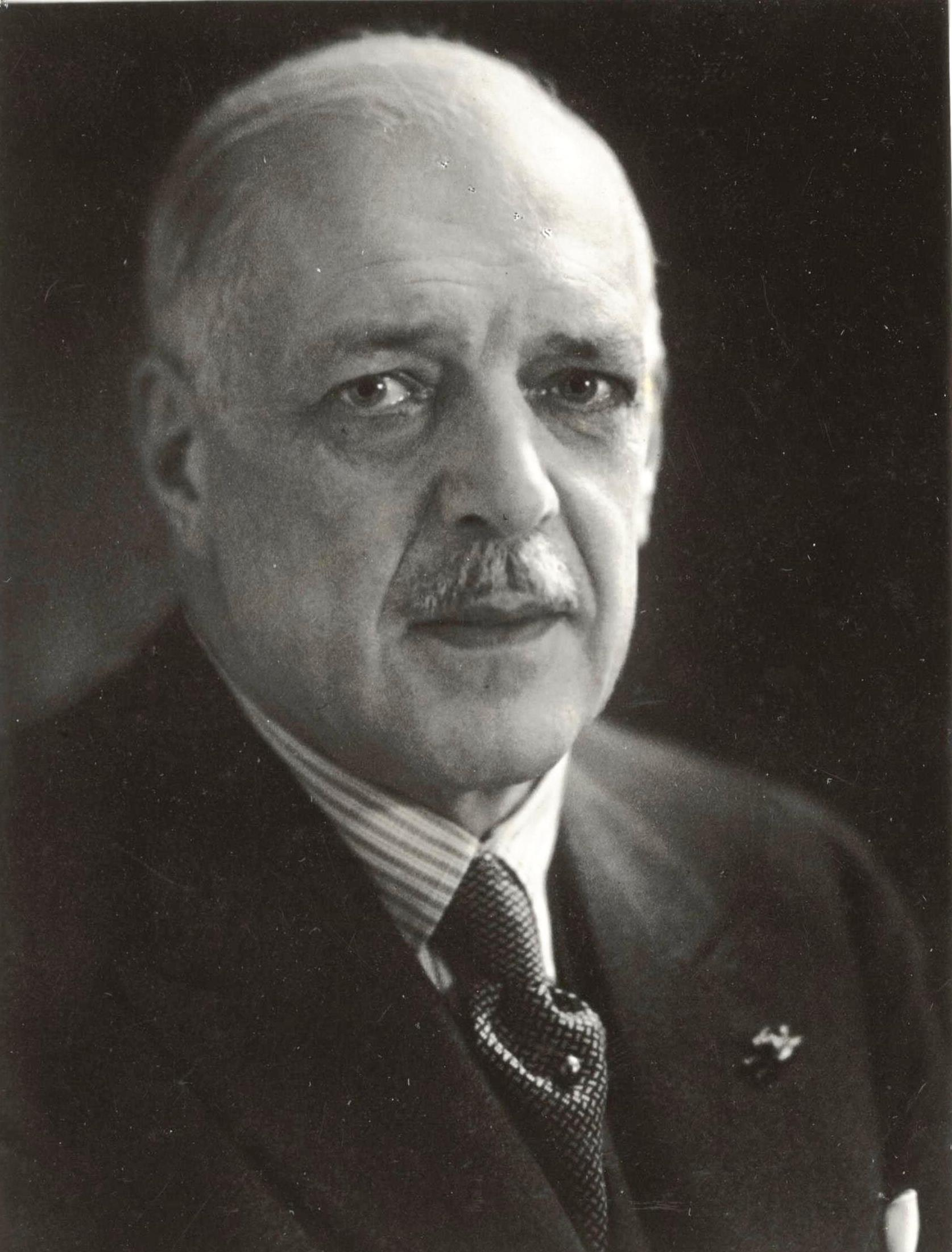
Anton Philips
7 oktober

| 1 | 2 | 3 | 4 | 5 | 6 | 7 | 8 | 9 | 10 | 11 | 12 | 13 | 14 | 15 | 16 | 17 | 18 | 19 | 20 | 21 | 22 | 23 | 24 | 25 | 26 | 27 | 28 | 29 | 30 | 31 |
| - | - | - | - | - | - | - | - | - | -- | -- | -- | -- | -- | -- | -- | -- | -- | -- | -- | -- | -- | -- | -- | -- | -- | -- | -- | -- | -- | -- |

### 6 oktober
- Gunnar Lindström (55), Zweeds atleet

### 7 oktober
- Otto Fritz Meyerhof (67), Duits medicus
- Anton Philips (77), Nederlands industrieel

### 11 oktober
- Giovanni Scatturin (58), Italiaans roeier

### 22 oktober
- Gerard van Eckeren (74), Nederlands schrijver

### 25 oktober
- Marie Amélie van Orléans (86), koningin van Portugal

## November

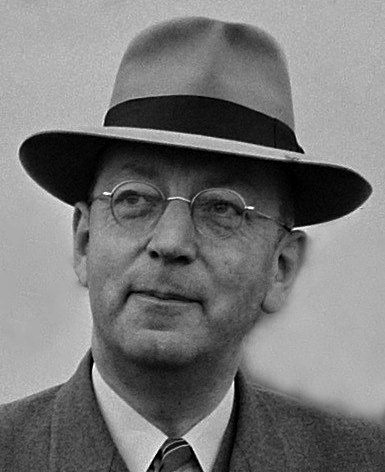
Johannes Henricus van Maarseveen
18 november

| 1 | 2 | 3 | 4 | 5 | 6 | 7 | 8 | 9 | 10 | 11 | 12 | 13 | 14 | 15 | 16 | 17 | 18 | 19 | 20 | 21 | 22 | 23 | 24 | 25 | 26 | 27 | 28 | 29 | 30 |
| - | - | - | - | - | - | - | - | - | -- | -- | -- | -- | -- | -- | -- | -- | -- | -- | -- | -- | -- | -- | -- | -- | -- | -- | -- | -- | -- |

### 5 november
- Reggie Walker (62), Zuid-Afrikaans atleet

### 9 november
- C.C.S. Crone (36), Nederlands schrijver
- Sigmund Romberg (64), Amerikaans componist

### 13 november
- Kor Kuiler (74), Nederlands dirigent en componist

### 18 november
- Johannes Henricus van Maarseveen (67), Nederlands politicus

### 19 november
- Charles Buchwald (71), Deens voetballer

### 25 november
- Noto Soeroto (63), Nederlands-Javaans schrijver

### 29 november
- August Erker (72), Amerikaans roeier

## December

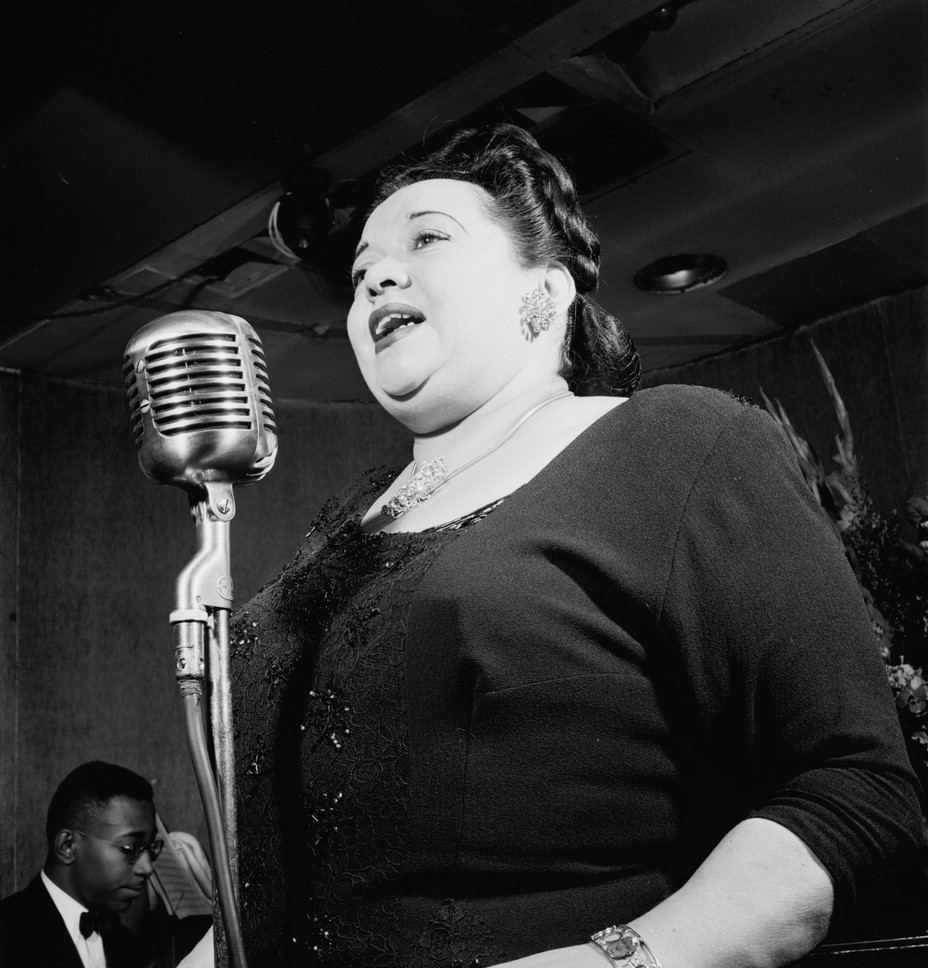
Mildred Bailey
12 december

| 1 | 2 | 3 | 4 | 5 | 6 | 7 | 8 | 9 | 10 | 11 | 12 | 13 | 14 | 15 | 16 | 17 | 18 | 19 | 20 | 21 | 22 | 23 | 24 | 25 | 26 | 27 | 28 | 29 | 30 | 31 |
| - | - | - | - | - | - | - | - | - | -- | -- | -- | -- | -- | -- | -- | -- | -- | -- | -- | -- | -- | -- | -- | -- | -- | -- | -- | -- | -- | -- |

### 5 december
- Frans Verschoren (77), Belgisch schrijver

### 12 december
- Mildred Bailey (44), Amerikaans jazzmusicus

### 21 december
- Jan van den Berg (72), Nederlands voetballer

### 22 december
- Karl Koller (53), Duits militair leider

### 23 december
- Alfrēds Kalniņš (72), Lets componist

### 28 december
- Pius Joseph Cremers (78), Nederlands priester

### 31 december
- Philip Kohnstamm (76), Nederlands pedagoog

## Onbekend
- Karel Heijting (68), Nederlands voetballer en militair

1900 ·
1901 ·
1902 ·
1903 ·
1904 ·
1905 ·
1906 ·
1907 ·
1908 ·
1909 ·
1910 ·
1911 ·
1912 ·
1913 ·
1914 ·
1915 ·
1916 ·
1917 ·
1918 ·
1919 ·
1920 ·
1921 ·
1922 ·
1923 ·
1924 ·
1925 ·
1926 ·
1927 ·
1928 ·
1929 ·
1930 ·
1931 ·
1932 ·
1933 ·
1934 ·
1935 ·
1936 ·
1937 ·
1938 ·
1939 ·
1940 ·
1941 ·
1942 ·
1943 ·
1944 ·
1945 ·
1946 ·
1947 ·
1948 ·
1949 ·
1950 ·
1951 ·
1952 ·
1953 ·
1954 ·
1955 ·
1956 ·
1957 ·
1958 ·
1959 ·
1960 ·
1961 ·
1962 ·
1963 ·
1964 ·
1965 ·
1966 ·
1967 ·
1968 ·
1969 ·
1970 ·
1971 ·
1972 ·
1973 ·
1974 ·
1975 ·
1976 ·
1977 ·
1978 ·
1979 ·
1980 ·
1981 ·
1982 ·
1983 ·
1984 ·
1985 ·
1986 ·
1987 ·
1988 ·
1989 ·
1990 ·
1991 ·
1992 ·
1993 ·
1994 ·
1995 ·
1996 ·
1997 ·
1998 ·
1999 ·
2000 ·
2001 ·
2002 ·
2003 ·
2004 ·
2005 ·
2006 ·
2007 ·
2008 ·
2009 ·
2010 ·
2011 ·
2012 ·
2013 ·
2014 ·
2015 ·
2016 ·
2017 ·
2018 ·
2019 ·
2020 ·
2021 ·
2022 ·
2023 ·
2024 ·
2025